# Guerra saudita-yemenita
La guerra saudita-yemenita venne combattuta nel 1934 dall'Arabia Saudita e dal Regno Mutawakkilita dello Yemen.

## Il conflitto
Re Abd al-Aziz, il fondatore della moderna Arabia Saudita, si era auto nominato sultano del Neged in seguito al collasso del potere dell'Impero ottomano durante la Grande Guerra. Nel 1925 prese il controllo del Regno hascemita dell'Hegiaz. Nel 1932, proclò l'unione tra il Regno del Neged e quello del Hegiaz, formando il Regno dell'Arabia Saudita. La maggior parte dei confini con i paesi vicini rimasero non mappati, non marcati e non definiti da alcun trattato. Abd al-Aziz fu descritto come "il moderno Salomone", il "Cromwell del Deserto", e sia il Napoleone  che il Bismarck d'Arabia.
Nel 1932, Abd al-Aziz controllava quasi tutta l'Arabia, tranne lo Yemen e gli Stati costieri più piccoli ovvero Oman, Kuwait, Bahrein, Aden e i piccoli stati principeschi limitrofi, che erano protettorati britannici e dunque inattaccabili, essendo il regno saudita vincolato con il Regno Unito da un trattato di amicizia. Tra l'Hejaz e lo Yemen vi erano diverse regioni tribali su cui gli ottomani avevano precedentemente detenuto una debole sovranità e che ora sia il sovrano saudita che l'imam dello Yemen aspiravano a controllare.
Nel 1923, l'emiro Idrissi, il sovrano dell'Emirato di Asir, manteneva una difficile indipendenza tra i due regni maggiori. Era in pace con i suoi rivali tradizionali dell'Hejaz, ma in conflitto con l'imam Yahya nelle zone meridionali dell'Asir. La zona controllata dall'emirato indipendente di Idrissi oscillò molto durante i dieci anni della sua indipendenza.
Nel 1926, il sovrano tribale dell'Asir acconsentì a entrare nella sovranità saudita, e nel 1930 venne incorporato ufficialmente nel regno.
Le tensioni sorsero quando il nuovo regno saudita cominciò a crescere a scapito delle aree precedentemente controllate dallo Yemen, note anche come Grande Yemen, ovvero le province di al-Bāha, Asir, Jizan e Najran.
Il Jizan è una regione costiera sul mar Rosso a nord dello Yemen, mentre l'Asir e al-Baha sono regioni montuose sempre a nord del paese. Il Najran è una regione situata nell'interno, a nord-est dello Yemen. L'Asir e lo Jizan erano entrambi parte dell'emirato di Asir negli anni '20.
La guerra scoppiò quando l'emiro Idrissi di Jizan e quello di Abu Arish ritrattarono la loro precedente alleanza temporanea con re Abd al-Aziz e fuggirono nello Yemen per unirsi all'imam Yahya Muhammad Hamid ed-Din, re di quel paese.
Nel 1931, venne siglato un trattato ma ben presto questo fu rotto. Nel novembre del 1933, gli yemeniti conquistarono il Najran.
Una delegazione di pace inviata da Abd al-Aziz venne imprigionata dal re Yahya, tra essi vi era anche uno dei figli del re saudita. In quell'occasione re Yahya disse la famosa frase: "Chi è questo beduino che arriva a sfidare il regno lungo 900 anni della mia famiglia ?" Il re dello Yemen invitò poi Idrissi a tornare nelle sue terre con un esercito.
Nel febbraio del 1934, all'inizio della guerra, il governo dello Yemen e quello del rappresentante britannico ad Aden siglarono un "trattato di amicizia", che risolse alcune delle controversie tra lo Yemen e il Regno Unito, stabilendo il confine tra il regno e il Protettorato di Aden, e in base al quale gli inglesi garantirono l'indipendenza dello Yemen per quarant'anni. L'imam accettò quindi di smettere di attaccare Aden. A questo punto, i britannici avevano un "trattato di amicizia" con entrambi i contendenti del conflitto.
Nel marzo del 1934, re Abd al-Aziz ordinò al principe ereditario Sa'ud di "rioccupare gli altopiani di Tehama che l'iman dello Yemen ha sequestrato". Un comunicato affermava che "Ibn Sa'ud provò tutti i mezzi diplomatici per la ricerca di un accordo, ma l'iman persistette in una politica di oppressione degli abitanti e di "sradicamento" di tutti coloro che non si erano arresi." Secondo un rapporto le ostilità proseguirono effettivamente fino al maggio successivo.
Nel maggio del 1934, le forze saudite proseguirono il loro attacco nella regione costiera, arrivando ad occupare al-Hudayda. Le tribù wahhabite minacciarono di saccheggiare le attività commerciali indiane a Hodeida, ma furono dissuase dall'arrivo dei marinai britannici che avevano lo scopo di mantenere l'ordine. A Sana'a si verificarono disordini a causa della mancanza di cibo. L'iman smentì la voce che fosse rimasto ucciso, mentre il figlio fuggì. Sia il re che l'imam cercavano di controllare totalmente l'Asir. L'imam chiese a re Fu'ad I d'Egitto di intervenire al suo fianco nella guerra. Lo sloop britannico Penzance evacuò gli inglesi e gli indiani di Hodeida e altri trecento stranieri, portandoli nell'isola di Karaman per tutelare la loro sicurezza. Il 6 maggio, tre navi da guerra italiane vennero inviate a Hodeida per tutelare gli interessi italiani.
Secondo i giornali occidentali del tempo: "Tehama fa parte del principato di Asir, che mantenne per alcuni anni successivi alla Grande Guerra un'indipendenza precaria tra il territorio del re wahhabita Ibn Sa'ud e l'imam dello Yemen. Nel 1926 accettò la sovranità di Ibn Sa'ud e nel 1930, nell'ambito di un nuovo accordo, fu praticamente annessa dal sovrano saudita. Una controversia poi sorta tra Ibn Sa'ud e l'imam dello Yemen per quanto riguarda la frontiera tra l'Asir e lo Yemen, venne apparentemente risolta da un trattato concluso nel dicembre 1931. Annunciando la sua intenzione di prendere provvedimenti contro lo Yemen, la legazione di Ibn Sa'ud a Londra, dichiarò: "Il governo saudita ha provato tutti i mezzi pacifici, attraverso i canali diplomatici per raggiungere un accordo con l'imam dello Yemen, ma lui si ostina nella sua politica aggressiva occupando i nostri altopiani della Tihama, opprimendo i loro abitanti e sradicando tutti coloro che non si arrendono al suo governo."
La Tihama è una terra molto calda situata lungo la sponda orientale del mar Rosso, a sud di Gedda, e rappresenta la fascia costiera di Hejaz, Asir e Yemen, sul mar Rosso.
Nel maggio 1934, dopo la cattura di Hodeida, le forze saudite avanzarono verso Sana'a, dove era prevista una battaglia. Il superamento delle montagne era però problematico per i loro autoblindo e carri armati. Né le forze britanniche, né quelle italiane della regione sarebbero potute intervenire. Anche se i sauditi avevano armi migliori, compresi i carri armati, gli yemeniti avevano più esperienza nella guerra di montagna. Re Abd al-Aziz chiese quindi l'abdicazione dell'imam, il controllo per cinque anni della regione di confine e l'espulsione dallo Yemen degli ex governanti dell'Asir.
Entro il 10 maggio 1934, le relazioni della guerra erano contraddittorie. Sana'a venne segnalata per essere in subbuglio, anche se l'iman affermava di essere ancora in carica. Gli yemeniti si ritirarono da Hodeida, ma affermarono di essere risultati vincenti nel Najran. L'iman annunciò poi un audace piano per avanzare verso Riad con 200 000 uomini, anche se questo attacco non si realizzò mai.
Il 12 maggio 1934, cominciarono i negoziati di pace. Il re saudita lasciò cadere la richiesta di abdicazione dell'imam ma chiese una tregua di almeno venti anni. Venne riferito che il principe ereditario dello Yemen, Ahmad ibn Yahya, sosteneva la guerra, mentre suo padre, l'imam, era in favore della pace. Re Abd al-Aziz affermò che non era interessato a conquistare lo Yemen.
Alcune fonti riportano che il 26 maggio i rapporti erano tesi e che un nuovo scoppio delle ostilità era probabile. Tuttavia, il 14 giugno 1934, fu firmato un trattato tra il re e l'imam in cui si garantivano venti anni di pace.
I sauditi lasciarono Hodeida e la costa yemenita, mentre le altre aree contese furono incorporate all'Arabia Saudita. Tuttora Jizan, 'Asir e Najran sono parte del regno saudita.

## Conseguenze
La guerra terminò ufficialmente il 20 maggio 1934, con la firma del trattato di Ta'if tra re Abd al-Aziz e l'imam Yahya, in cui si affermava la sovranità dello Yemen sui territori "già in possesso degli Idrisi o Al-Aidh, o in Najran, o nel paese Yam" e che queste terre venivano affittate all'Arabia Saudita in cambio della garanzia di libero passaggio agli yemeniti nel Najran, nel Jizan e nell'Asir e a patto che questi venissero restituiti allo Yemen dopo sessant'anni. A fine guerra il numero totale delle perdite raggiunse le 2100 unità, tra civili e militari, in entrambi i fronti.
L'episodio spinse le potenze occidentali ad inviare navi da guerra a Hodeida per evacuare i loro cittadini.